# Maria Eleni Koppa

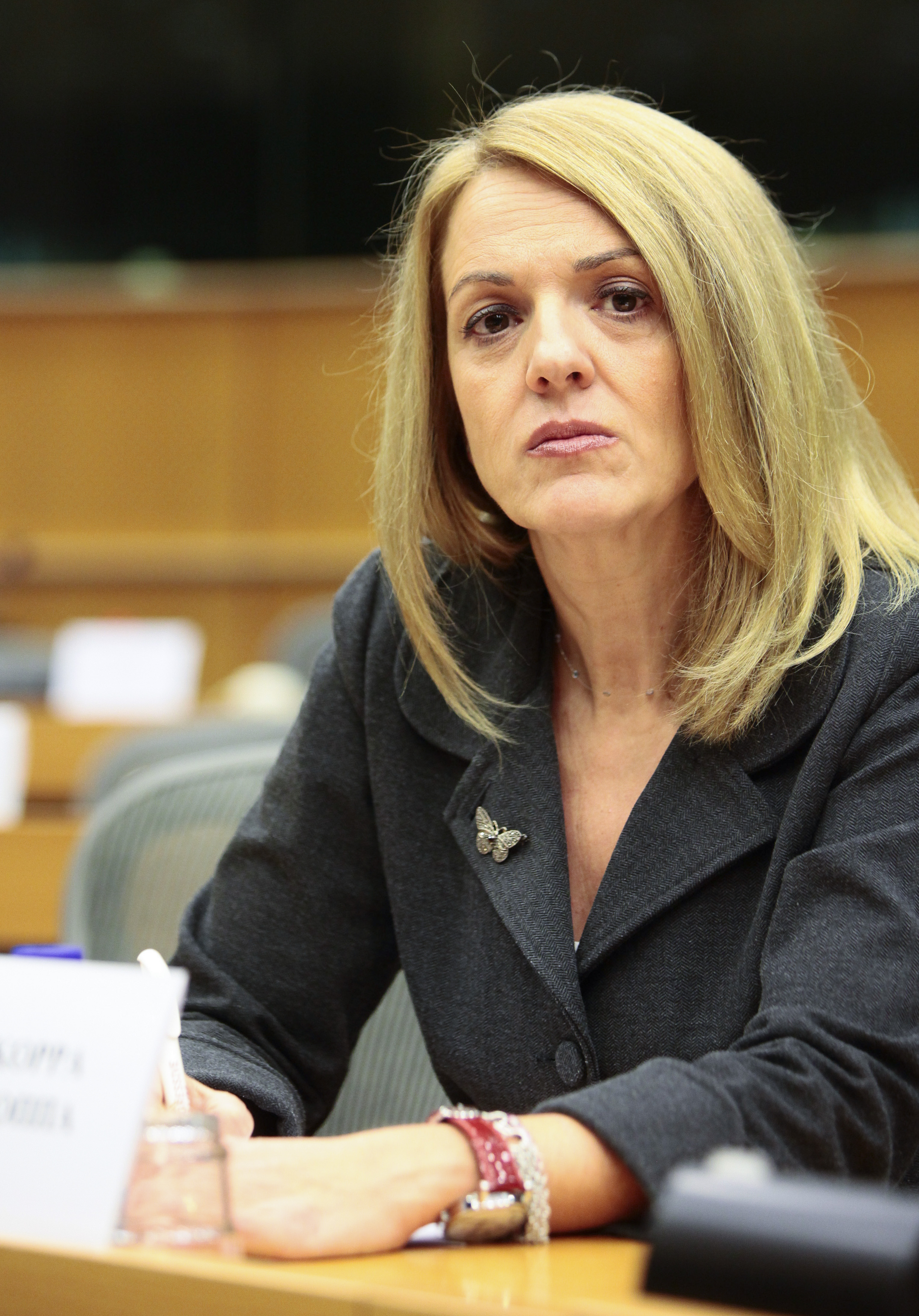
Maria Eleni Koppa, 2013

Maria Eleni Koppa (griechisch Μαρία-Ελένη Κοππά, * 1. März 1963 in Athen) ist eine griechische Politikerin der Panellinio Sosialistiko Kinima.

## Leben
Koppa studierte Politik- und Rechtswissenschaften. Sie ist als Rechtsanwältin tätig. Koppa ist seit 2009 Abgeordnete im Europäischen Parlament.